# 茹斯西梅拉
茹斯西梅拉是巴西马托格罗索州的一个市镇。总面积2205.018平方公里，总人口11999人，人口密度5.4人/平方公里。